# Bromberg-Ost
Außenarbeitslager Bromberg-Ost – niemiecki podobóz pracy przymusowej KL Stutthofu dla więźniarek działający w latach 1944–1945 w Bydgoszczy.

## Historia
W 1944 roku rozpoczęło się masowe tworzenie podobozów Stutthofu (brakowało miejsc w komorach gazowych), gdzie wysyłano kobiety – więźniarki do pracy.
Rozkaz utworzenia podobozu Bromberg-Ost wydany został 12 września 1944 przez komendanta Stutthofu, Paula Wernera Hoppe. Już kolejnego dnia trafiły tam pierwsze więźniarki (dokładnie 300 kobiet). Dozór nad więźniarkami sprawowało siedem nadzorczyń z SS.
Funkcję Oberaufseherin (starszego nadzorcy) podobozu Bromberg-Ost pełniła od czerwca 1944 do marca 1945 Johanna Wisotzki.
Dwie nadzorczynie z Bromberg-Ost, Ewa Paradies i Gerda Steinhoff, które wróciły w styczniu 1945 do Stutthofu, wpadły w ręce Polaków i zostały osądzone i skazane na karę śmierci w Gdańsku. Wyroki wykonano w 1946 roku przez powieszenie.

## Obecnie
Pozostałości podobozu znajdują się obecnie na narożniku ulic Kamiennej i Fabrycznej w Bydgoszczy. Niewielki plac z barakiem i pozostałymi fundamentami otacza podwójne ogrodzenie z kolczatego drutu, a sam teren niewiele zmienił swój wygląd od końca II wojny.